# エンジニアリングサービス (デジタル放送)
エンジニアリングサービスとは、日本のデジタル放送において、衛星放送や地上波デジタルテレビ放送の電波を利用して特定の受信機のソフトウェアの最新版やすべての受信機に共通するデータ（全受信機共通データ）を電波に乗せて配信する仕組みである。ES（Engineering Service）と略される。

## 概要
デジタル放送対応の受信機であるテレビ、DVDレコーダーやブルーレイレコーダーなどには内部にコンピューターが搭載されていて、コンピューター内蔵のソフトウェアにより、受信チャンネルの切り替え、電子番組表の表示、録画やダビングが制御されている。

### 受信機のソフトウェア更新
デジタル放送対応の受信機のソフトウェアは、しばしば改良や不具合の修正のために新しいバージョンに更新されることがある。
デジタル放送におけるエンジニアリングサービス（ES）では、新しいバージョンのソフトウェアをテレビ放送（地上波はNHK総合テレビとNHK Eテレ。衛星波はBSデジタル放送推進協会→デジタル放送推進協会(Dpa)→放送サービス高度化推進協会（A-PAB）が、衛星基幹放送事業者としてNHK BSと同じトランスポンダ（BS-15ch）の2スロットで配信、論理929ch：「Dpaダウンロード」）の電波に含ませて、日本全国で使われている受信機に配信（Dpa→A-PABは「空から降らせる」と表現）する。
ソフトウェアを配信する際は、それがどのメーカーのどの型番用のものであるかの情報も送る。
受信機はメーカーや型番が一致したソフトウェアを受信して、自動的に自分自身のソフトウェアを最新版に更新する。通常は既定で自動受信する設定になっている。各受信機ではメーカーごとに、「ダウンロード」「オンエアダウンロード」「放送ダウンロード」等と表現される。
なお、このソフトウェア更新はインターネット経由でも可能になっている場合が多いが、当然ながらインターネット接続が必要な上にリモコン操作が必要な事から、基本的にメーカーは放送電波の受信によるダウンロードを推奨している。

### 全受信機共通データ
受信機の機種に関わりなく共通に利用される「全受信機共通データ」も、放送電波に乗せて配信される。
これは電子番組表（EPG）で使用されるチャンネル・放送局のロゴ、番組のジャンル・コード表、番組特性コード表、予約語表など、受信機の機種に関わらず共通に利用されるデータである。地上波デジタルテレビ放送ではこのほかに、各地域の放送局の周波数リストや、新しい放送局や中継局が開局するといった情報も配信される。
なお、全受信機共通データは必ずしも常に送信されているわけではない。

### 注意点
デジタル放送受信機では、ワンセグ受信機など一部を除き、極力、主電源を切ったり、コンセントから電源プラグを抜いたりしてはいけないとされている。
これは、ESのソフトウェアやデータを常に放送で受信出来るようにしておく必要があるためである。